# Carmignano
Carmignano è un comune italiano di 14 567 abitanti della provincia di Prato in Toscana.
Il territorio occupa una porzione del rilievo del Montalbano.
Sulle colline intorno a Carmignano viene prodotto l'omonimo vino DOCG e quattro DOC.

## Geografia fisica
- Classificazione sismica: zona 2 (sismicità medio-alta), Ordinanza PCM 3274 del 20/03/2003
- Classificazione climatica: zona D, 2053 GG
- Diffusività atmosferica: bassa, Ibimet CNR 2002

## Origini del nome
Il nome è compreso tra quelli di derivazione latina relativi al nome del possessore di un fondo agricolo; in questo caso dovrebbe trattarsi di un Carminius.

## Storia
Il territorio carmignanese fu interessato dalla presenza etrusca. I ritrovamenti fatti in varie campagne di scavi nella frazione di Comeana, sul crinale del Montalbano e soprattutto in località Artimino, indicano che l'area fu interessata dall'espansione etrusca a nord dell'Arno, in relazione probabilmente a percorsi collinari passanti per il Montalbano destinati al collegamento tra la Toscana a sud dell'Arno e i passi appenninici.
Circa l'epoca romana, a parte il permanere dell'insediamento urbano di Artimino (documentato fino all'epoca ellenistica e romana), fanno testimonianza i toponimi di origine prediale presenti sul territorio (come lo stesso "Carmignano").

### Medioevo
La prima fonte che ci fornisce notizie sull'organizzazione territoriale dell'altomedioevo è il diploma di Ottone III del 998 che individua Artimino e Seano come pievi della Diocesi di Pistoia. Nell'XI secolo troviamo documentati invece i castelli di Artimino e Carmignano. Fino al XIII secolo è probabile che non esistesse un particolare ruolo dominante di Carmignano che doveva dividere con Artimino, Bacchereto e Tizzana il ruolo di fortificazione posta lungo una precisa linea difensiva del Montalbano, avamposto di Pistoia verso l'Arno.
Comunque nel XIII e XIV secolo l'attuale territorio di Carmignano era diviso fra tre autonomi comuni rurali con propri statuti e propri confini, Artimino, Bacchereto e Carmignano, inizialmente appartenenti al contado pistoiese, di cui costituivano capisaldi del sistema difensivo, e dopo alterne vicende passati sotto il dominio fiorentino.
Il territorio carmignanese fu infatti oggetto di un'aspra contesa tra Pistoia e Firenze che, sul volgere del XIV secolo, ebbe definitivamente il sopravvento dopo aver rischiato di soccombere sotto i colpi di Castruccio Castracani, che guerreggiò a lungo nell'area del Montalbano per contendere a Firenze un territorio così importante per il controllo di una vasta area.

### Età moderna
Nel XIV secolo, l'area carmignanese, ormai assoggettata a Firenze, entrò anche nell'orbita economica pratese.
Tra il XV e XVI secolo la famiglia Medici con Cosimo il Vecchio e Lorenzo il Magnifico acquistò vaste aree soprattutto nella zona di Poggio a Caiano, dove verrà edificata la sontuosa dimora ora conosciuta come Villa medicea. Poi a partire da Cosimo I, l'interesse dei Granduchi, sempre di casa Medici, si estese anche ai rilievi carmignanesi e ai boschi sul crinale, fino alla costruzione dell'altra Villa di Artimino e alla costituzione della fattoria delle Ginestre e della bandita del Barco reale su gran parte del territorio del Montalbano.
Il castello di Carmignano, stretto sull'altura dell'attuale Rocca, con il passare del tempo si spopolò ed il borgo si espanse sul pendio sud.

### Simboli
Lo stemma e il gonfalone sono stati concessi con DPR n. 2631 del 23 giugno 1983.
Stemma
La figura del leone ricorda Musciatto Franzesi al quale Carlo di Valois donò il castello e la rocca di Carmignano, all'inizio del XIV secolo. Lo stemma di Musciatto divenne l'emblema del paese; in seguito la fascia rossa che attraversa il leone fu concessa dai fiorentini al popolo di Carmignano quando il castello ritornò nuovamente sotto il dominio della Repubblica.

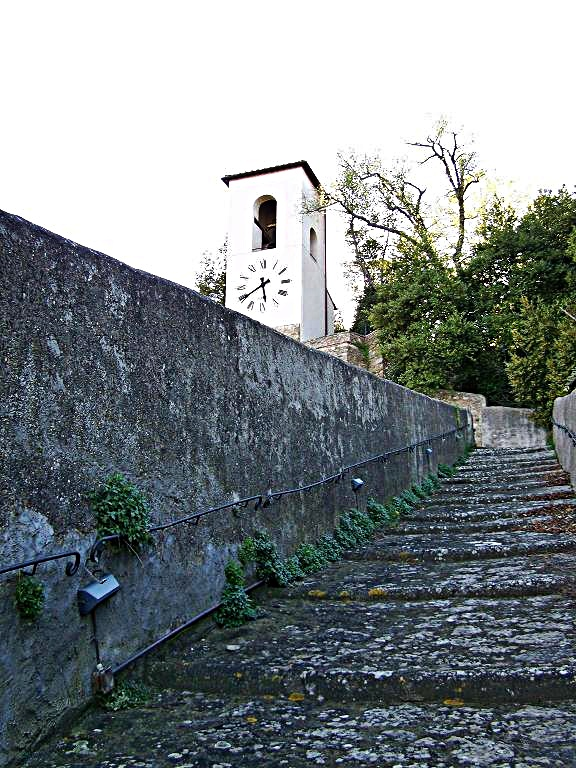
La Rocca di Carmignano

Gonfalone

## Monumenti e luoghi d'interesse

### Architetture religiose

#### Chiese
- Chiesa di San Michele a Comeana, esistente dal XIII secolo, presenta una semplice facciata con coronamento curvilineo, separata da un classicheggiante campanile a torre (1812 ) dalla contigua Compagnia del Santissimo Sacramento.
- Chiesa di San Lorenzo a Montalbiolo, all'altar maggiore è la Madonna col Bambino e santi, attribuita a Simone Pignoni, eseguita intorno al 1670.
- Propositura dei Santi Michele e Francesco. Secondo la tradizione, nel 1211 San Francesco, giunto a predicare in questa regione, ricevette in dono dal Comune di Carmignano un terreno. Bernardo di Quintavalle[7] vi edificò un convento con un oratorio, allora posto fuori dalle mura del castello. In seguito la chiesa verrà inglobata nel borgo e trasformata in chiesa parrocchiale. La chiesa ospita una delle opere maggiori di Pontormo: la celebre Visitazione dipinta tra il 1528 ed il 1529.
- Chiesa di San Pietro a Seano, è documentata come pieve fin dal 998.
- Pieve di San Leonardo. Appena fuori dell'abitato del borgo di Artimino, un tipico villaggio collinare di epoca medievale con le antiche mura che lo circondano, sorge la pieve, documentata dal 998. La costruzione è uno degli esempi più integri e suggestivi di architettura romanica lombarda dell'XI secolo in Toscana.
- Chiesa di San Giusto al Pinone, risale alla metà del XII secolo, ed è uno degli edifici romanici più suggestivi della zona. Una chiesa isolata ai margini del bosco con un'unica navata triabsidata, presenta elementi tipologici molto originali ed inconsueti, come la copertura con volta a botte, il presbiterio rialzato e la cripta.[8]
- Chiesa di Santo Stefano a Poggio alla Malva, già oratorio del Santissimo Crocifisso, divenne chiesa parrocchiale nel 1741.
- Pieve di Santa Maria Assunta a Bacchereto, un altare laterale conserva una piccola Pietà in terracotta policromata, del XVI secolo, un tempo molto venerata nella zona.
- Chiesa di Santa Cristina a Mezzana
- Chiesa di S. Biagio a Fusciano (Fuxiano) presso Bacchereto.

La Visitazione di Pontormo si trova presso la Propositura dei Santi Michele e Francesco 

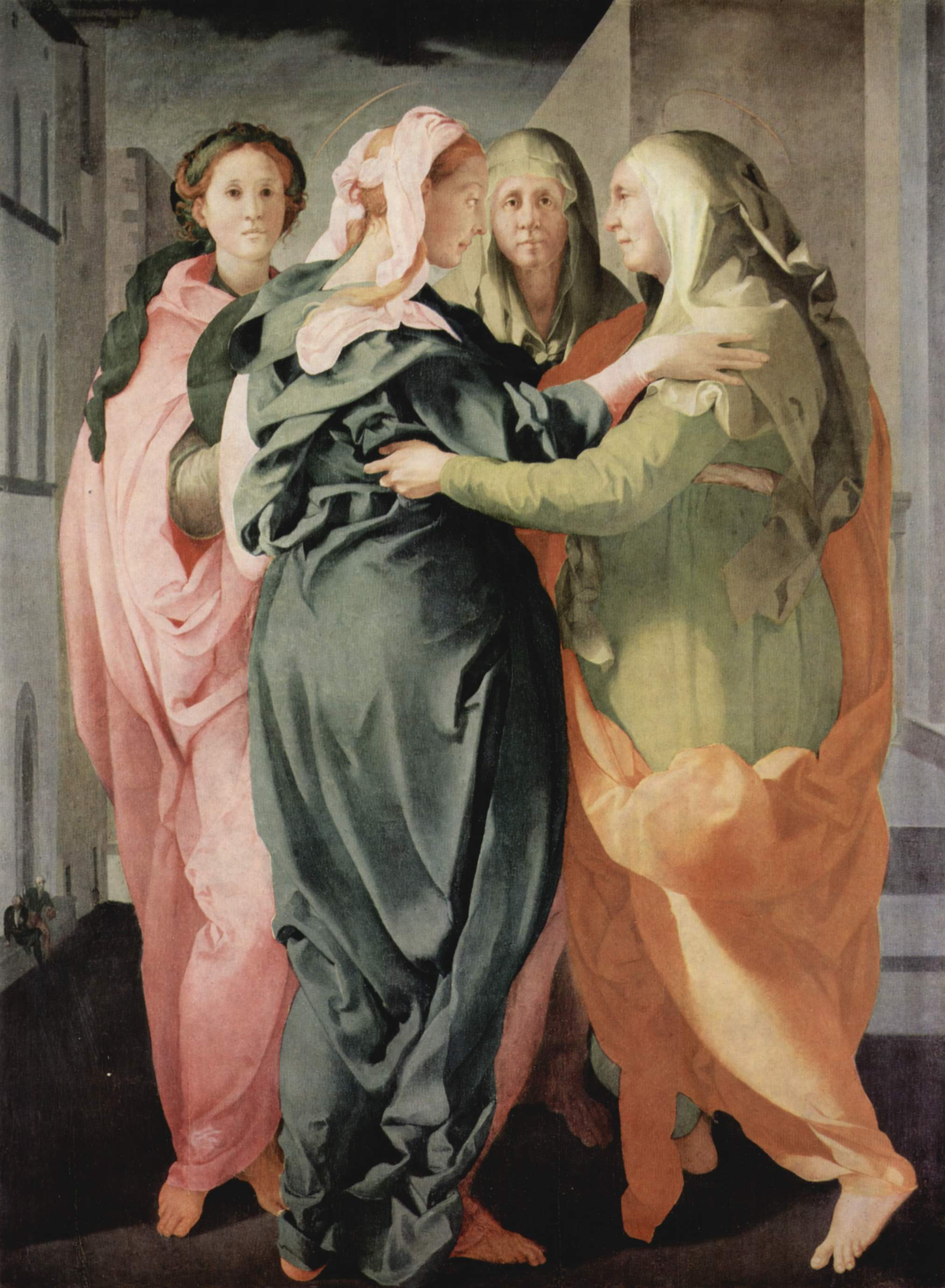
Pontormo, la Visitazione

#### Siti archeologici
Nella frazione di Comeana sono presenti alcune tombe etrusche di interesse archeologico.
- Tumulo di Montefortini
- Tomba di Boschetti

Sul crinale del Montalbano, in località Pietramarina, sono state rinvenute le tracce di un santuario etrusco.
Ad Artimino oltre le tracce di un insediamento urbano è venuta alla luce la necropoli di Prato Rosello

### Architetture civili

#### Ville
- Villa Medicea di Artimino, ad Artimino esiste una bella villa Medicea, detta la Ferdinanda o dei cento camini. La Villa Medicea di Artimino da giugno 2013 è patrimonio dell'Umanità dell'UNESCO.
- Villa "I Renacci"
- Villa-fattoria di Capezzana
- Villa di Trefiano
- Tenuta Le Farnete

### Architetture militari
- Rocca medievale, nella parte alta del paese è situata l'antica rocca, risalente al X secolo e ancora in ottimo stato di conservazione. La posizione strategica a dominio della pianura fra Pistoia, Prato e Firenze fu spesso oggetto di violenti scontri fra i vari comuni per il suo possesso. I pistoiesi per primi conquistarono l'area nel 1125 e cominciarono la sua fortificazione. Dopo alterne vicende Castruccio Castracani la conquistò nel 1324. Passò poi definitivamente sotto il controllo di Firenze, avviando un lungo periodo di pace e stabilità. L'attuale complesso databile intorno al XIV secolo, è costituito da resti delle tre cinte murarie e dalla torre campanaria, nota con il nome di Campano. Al centro della rocca, in mezzo a un boschetto, sorge un piccolo edificio, che ospita alcune sale espositive. Dal 1990 il Comune di Carmignano ha acquistato la rocca e ne ha fatto uno spazio espositivo e per manifestazioni culturali.

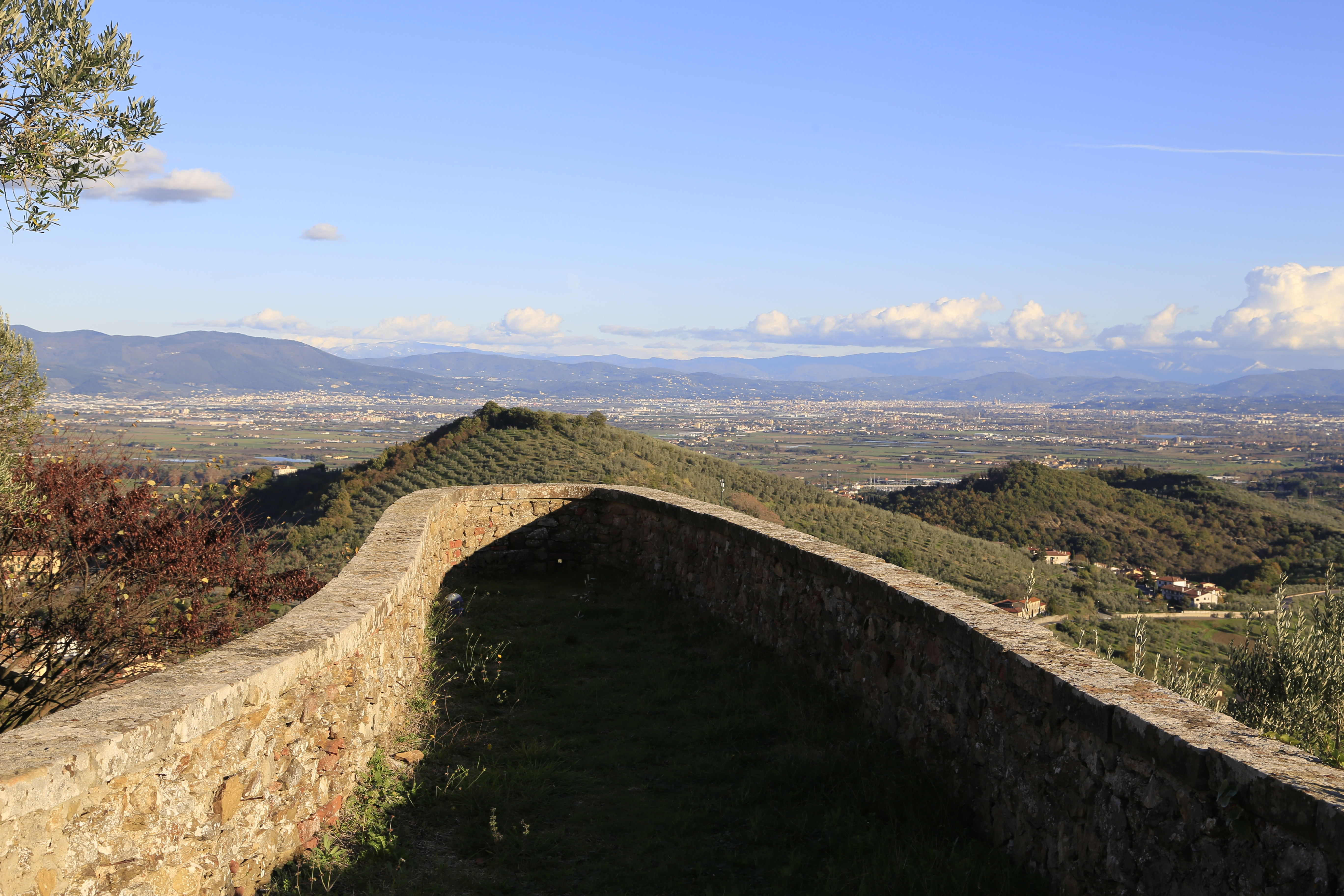
Carmignano, vista dalla Rocca verso Firenze

- Cinta muraria con torri di Artimino

## Società

### Evoluzione demografica
Abitanti censiti

### Etnie e minoranze straniere
Al 1 gennaio 2023 la popolazione straniera è di 1616 persone, pari al 9,2% della popolazione.

## Cultura

### Gastronomia
- I Fichi secchi di Carmignano sono tipici della zona e sono inclusi nella lista dei prodotti tipici toscani. A partire dal 1º dicembre del 2001 i fichi secchi di Carmignano hanno anche un proprio disciplinare e sono presidio dello Slow Food.
- I vini più rappresentativi del territorio sono rispettivamente la DOC Barco Reale di Carmignano e la DOCG Carmignano sia nella versione base che nella versione Riserva. Tutti e 3 i vini rossi del territorio nascono dallo stesso bland di Sangiovese e "Uva Francesca" (così chiamato il Cabernet Sauvignon nel 1700 poiché proveniente dalla Francia).
- Degno di nota è anche l'olio di Carmignano che ha ottenuto il riconoscimento di olio “Toscano” IGP, con la menzione geografica aggiuntiva "Montalbano".
- Il territorio del Carmignano produce anche due vini passiti tipici, Il Vinsanto DOC "Occhio di Pernice" e l'Aleatico igt Passito che si abbinano rispettivamente ai Cantuccini Pratesi, Fichi secchi di Carmignano e alla Mantovana Pratese.

### Eventi

#### Festa di San Michele
Il 29 settembre (giorno del patrono) si svolge la festa di San Michele che dura tre giorni e che vede coinvolti i quattro rioni di Carmignano: Bianco (rione della torre), Giallo (rione del leone), Verde (rione dell'arte) e Celeste (rione dell'arcangelo).
La festa nasce nel 1932 come settimana carmignese e solo nel 1937 diventa la festa di San Michele. Nei tre giorni di manifestazione vengono messe in scena da ogni rione degli spettacoli di teatro in strada con carri che costituiscono la parte integrante di scenografie complesse in cui si inseriscono coreografie e drammatizzazioni volti a raccontare un evento o una parte della storia di Carmignano.
Al termine della rappresentazione si tiene il "Palio dei ciuchi": ogni rione ha un fantino che correrà su un ciuco, estratto a sorte fra i quattro selezionati, e che dovrà compiere quattro giri della piazza di Carmignano per portare al trionfo il proprio rione.

## Infrastrutture e trasporti

### Trasporto pubblico
Il comune è collegato con Poggio a Caiano e Prato dalla linea 210 gestita dalle Autolinee Toscane.

#### Pronto Bus
Il Pronto Bus è un servizio di autobus a prenotazione telefonica in funzione sul territorio dei comuni di Poggio a Caiano e Carmignano. Permette di collegare le località principali con Bacchereto, Artimino, Poggio alla Malva, Isola e Spazzavento. Il servizio è gestito dalle Autolinee Toscane.

### Ferrovie
Il comune è attraversato, seppur per un breve tratto, dalla ferrovia Leopolda, sulla quale era attiva anche la stazione di Carmignano dismessa poi nel 2002.

## Amministrazione
Di seguito è presentata una tabella relativa alle amministrazioni che si sono succedute in questo comune.
| Periodo        | Periodo        | Primo cittadino    | Partito                           | Carica  | Note   |
| -------------- | -------------- | ------------------ | --------------------------------- | ------- | ------ |
| 29 maggio 1988 | 27 aprile 1997 | Alessandro Attucci | PDS                               | Sindaco | [ 11 ] |
| 28 aprile 1997 | 14 maggio 2001 | Vittorio Cintolesi | centro-sinistra                   | Sindaco | [ 11 ] |
| 24 maggio 2001 | 30 maggio 2006 | Vittorio Cintolesi | lista civica                      | Sindaco | [ 11 ] |
| 29 maggio 2006 | 16 maggio 2011 | Doriano Cirri      | lista civica                      | Sindaco | [ 11 ] |
| 16 maggio 2011 | 6 giugno 2016  | Doriano Cirri      | lista civica: progetto Carmignano | Sindaco | [ 11 ] |
| 6 giugno 2016  | in carica      | Edoardo Prestanti  | Partito Democratico               | Sindaco | [ 11 ] |